# Greenwood (Wisconsin)
Greenwood – miasto w Stanach Zjednoczonych, w stanie Wisconsin, w hrabstwie Clark.